# 194P/LINEAR
Комета LINEAR 9 (194P/LINEAR) — слабая короткопериодическая комета из семейства Юпитера, которая была обнаружена 27 января 2000 года американскими астрономами в рамках проекта LINEAR. Она была описана как звёздоподобный объект 18,9 m звёздной величины. Однако, повторные наблюдения, проведённые 1 февраля чешским астрономом P. Kusnirak, позволили разглядеть у кометы слабую кому в 6 " угловых секунд в поперечнике. Комета обладает коротким периодом обращения вокруг Солнца — чуть более 9,5 лет.

Орбита кометы LINEAR 9 и её положение в Солнечной системе

Первое восстановление кометы произошло 17 ноября 2007 года, незадолго до прохождения перигелия, когда она достигла магнитуды 19,5 m, в результате наблюдений итальянских астрономов L. Buzzi и F. Luppi. Текущее положение кометы указывало на необходимость корректировки расчётов её орбиты на 0,16 суток. Эти наблюдения также позволили подтвердить короткопериодический характер кометы и присвоить ей порядковый номер.

### Сближения с планетами
В течение XX и XXI века комета лишь дважды подойдёт к Юпитеру ближе, чем на 1 а. е. Комета интересна, прежде всего, своей неустойчивой орбитой, с довольно малым значением параметра MOID (0,1164 а. е.), что способствует тесным сближениям с Юпитером. Одно из таких сближений произойдёт 23 сентября 2199 года, когда комета приблизится к планете на рекордные 0,0417 а. е. (6,2 млн км), что неминуемо приведёт к кардинальным изменениям орбиты данного тела.
Так, 23 сентября 2199 года, комета пройдёт практически вплотную что в ближайшем будущем может привести к серьёзным изменениям орбиты.
- 0,19 а. е. от Юпитера 22 апреля 1998 года.
- 0,56 а. е. от Юпитера 9 декабря 2021 года.